# ブレッジョ・スペリオーレ
ブレッジョ・スペリオーレ（イタリア語: Bleggio Superiore）は、イタリア共和国トレンティーノ＝アルト・アディジェ州トレント自治県にある、人口約1,500人の基礎自治体（コムーネ）。

## 地理

### 位置・広がり
トレント自治県南西部に位置するコムーネ。ティオーネ・ディ・トレントから東南東へ6km、県都トレントから西南西へ26kmの距離にある。

#### 隣接コムーネ
隣接するコムーネは以下の通り。
- ボルゴ・ラーレス (ボルベーノ、ズクロ)
- コマーノ・テルメ (ブレッジョ・インフェリオーレ)
- フィアヴェ
- レードロ (コンチェーイ)
- ティオーネ・ディ・トレント

## 行政

### 分離集落
ブレッジョ・スペリオーレには、以下の分離集落（フラツィオーネ）がある。
- Balbido, Bivedo, Cavaione, Cavrasto, Cornelle, Gallio, Larido, Madice, Marazzone, Marcè, Rango, Santa Croce (sede comunale)

### Comunita di valle
トレント自治県が設置した広域行政組織 Comunita di valle 「ジュディカリエ」 (it:Comunità delle Giudicarie)  （事務所所在地: ティオーネ・ディ・トレント）に属する。

## 文化・観光
分離集落Rangoは、「イタリアの最も美しい村」クラブの加盟メンバーである。